# Batalla d'Entrammes
Procedent de Château-Gontier, les forces republicanes de l'Exèrcit d'Occident van atacar els vendeans de l'exèrcit catòlic i reial, reforçats per Chouans, que es van apoderar de Laval. L'encontre té lloc a prop d'Entrammes i finalitza amb una ruta completa dels patriotes.

## Preludi
El 25 d'octubre, l'avantguarda de l'exèrcit republicà comandat per François-Joseph Westermann i Michel de Beaupuy va ser dirigit a la batalla de Croix-Bataille i va caure de nou sobre Château-Gontier. L'endemà, el gruix de l'exèrcit republicà, dirigit per Jean-Baptiste Kléber, va arribar a la mateixa ciutat. Aquest reprèn amb ràbia l'atac i el recorregut de Westermann. L'exèrcit està esgotat per diversos dies de marxa, per tant decideix donar a les seves tropes un o dos dies de descans abans de llançar l'ofensiva contra els vendeans a Laval. Però Westermann, encara impacient, aconsegueix convèncer el general en cap Jean Léchelle per atacar immediatament la ciutat a través dels turons d'Entrammes.

## Batalla
El 26 d'octubre, els republicans van anar a l'atac. Westermann i Thévenet, enviats com avantguarda amb 300 cavallers, comencen per prendre el control del pont sobre el riu Jouanne prop d'Entrammes.
Avisat, Henri de La Rochejaquelein va reunir tot el seu exèrcit i es va traslladar al nord d'Entrammes. Quan els vendeans comencen a desplegar les seves tropes, Westermann rep l'ordre d'evacuar la seva posició i abandona el pont.
Léchelle va imposar el seu pla als generals: atacar en columna "majestuosament i massivament". Els oficials de Léchelle són conscients de l'absurd d'aquesta tàctica, però es veuen obligats a obeir. Per ordre del general en cap, els Mayençais, de Beaupuy, seguits pels de Kléber, dirigeixen l'atac en columna.
Pel costat de la Vendée, La Rochejaquelein, per consell del ferit Lescure, organitza els seus homes en un semicercle, amb Jean-Nicolas Stofflet al centre, La Trémoïlle, Royrand i d'Autichamp a la dreta i els Chouans, dirigits en particular per Jean Chouan a l'esquerra. Quan apareixen els republicans, l'artilleria de Marigny obre foc sobre la columna de Beaupuy. L'avantguarda d'aquest queda delmada pel foc de la metralla. Els vendeans avançant i Beaupuy, al punt de ser envoltats, han d'ordenar la retirada. La seva columna es va replegar en bon ordre al Jouanne on ell restà ferit greu. Al principi, el reforç de Kleber va permetre als republicans mantenir les seves posicions amb fermesa. Però Henri de La Rochejaquelein va llançar diversos atacs simultanis que li van permetre travessar el riu en diversos punts. El pànic va començar a estendre's per les files republicanes. Kléber i Marceau amb prou feines aconsegueixen reunir algunes tropes, que es descomponen ràpidament i cauen en desordres cap al pont sobre l'Ouette. Tot i això, el relleu de la vall els ofereix un terreny favorable que els permet resistir una estona abans de ser presos per darrere. Mentrestant, les columnes comandades per Chalbos i Muller arriben al seu torn, però deixats portar pel pànic, fugen sense lluitar cap a Château-Gontier. El mateix Léchelle, que s'havia quedat enrere, va donar l'ordre de retirar-se i després va fugir. La derrota es generalitza i tot l'exèrcit es refugia a Château-Gontier, perseguit pels vendeans que van tallar els fugitius a trossos.
Arribats a Château-Gontier, els Vendéans van atacar immediatament la ciutat, sense donar temps als republicans per reorganitzar-se. Restat en reserva, el general Louis Blosse exerceix la seva divisió. Però és mort al pont de l'entrada de la ciutat i les seves tropes són rebutjades. Liderats per La Rochejaquelein, els Vendéens prenen el castell-Gontier a l'assalt. Els republicans abandonen la ciutat a la nit. Ja no eren perseguits pels Vendéens, els quals van fer bivac al camp i després van tornar a Le Lion-d'Angers l'endemà.
Per als vendeans, la victòria va ser completa, La Rochejaquelein va considerar llavors la possibilitat de tornar a Vendée, però les dones i els nens, a més de que part de l'exèrcit havien romàs a Laval, es van girar.

## Pèrdues i conseqüències

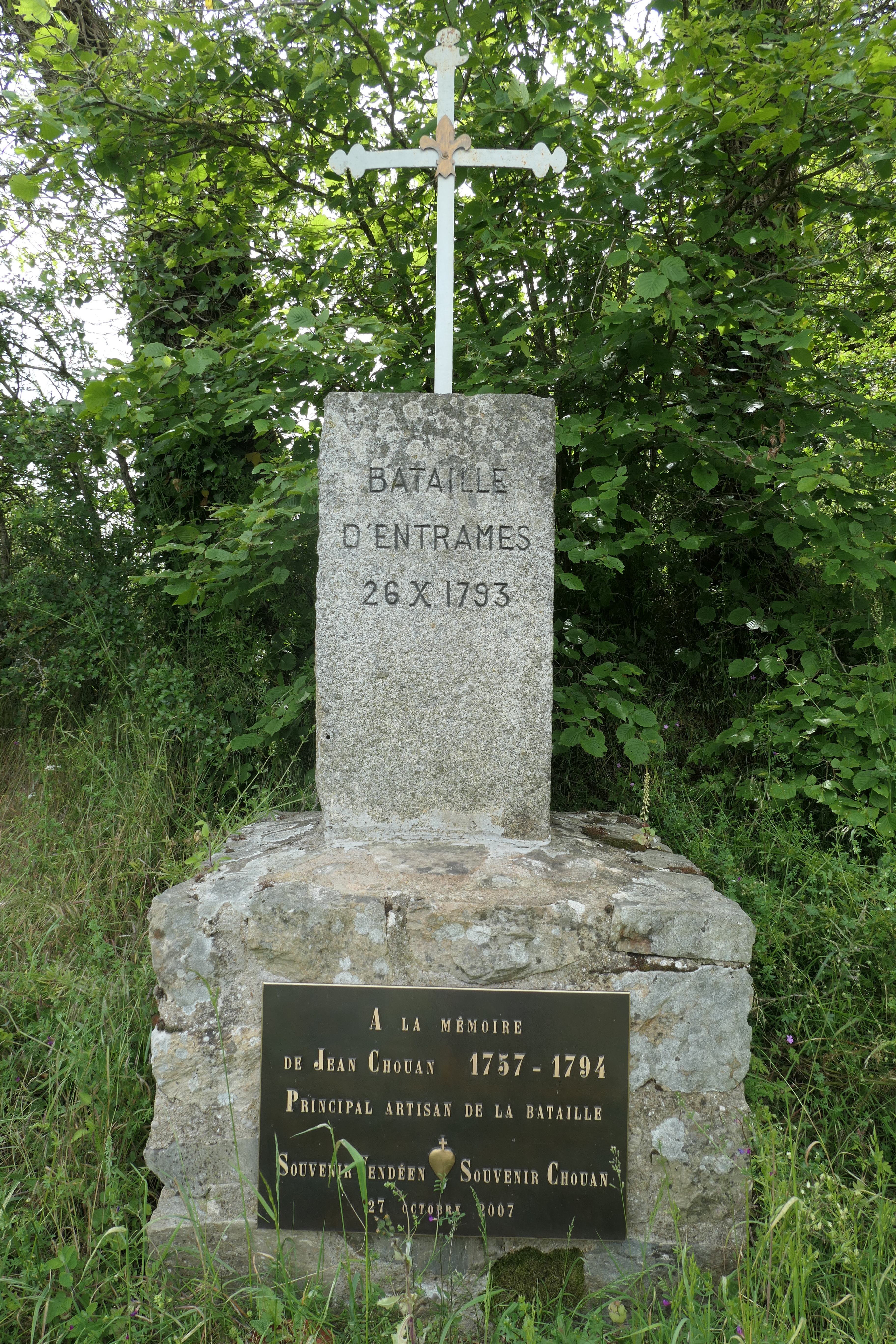
Columna en record de la batalla, als afores del poble.

Les pèrdues dels republicans són molt greus: de 20.000 soldats compromesos, 4.000 van ser morts o ferits. Al costat de l'Exèrcit Reial i Catòlic, segons l'oficial Bertrand Poirier de Beauvais, les pèrdues dels vendeans van ascendir a 400 morts i 1.200 ferits.
L'exèrcit republicà ja no està en condicions de llançar una nova ofensiva. La ira dels soldats i, fins i tot, dels generals es gira contra Léchelle, considerat el responsable del desastre. Per por d'exercir com a boc expiatori, Kléber va escriure una carta al Comitè de Seguretat Pública en la qual denunciava la incompetència del seu superior i lloava per contra les qualitats militars de La Rochejaquelein. Però ell mateix també tenia la seva part de responsabilitats: només va dur a terme les ordres de Léchelle sense voluntat i amb retard. Per compensar el temps perdut, els seus homes van haver de cobrir 9 quilòmetres en dues hores i llançar-se immediatament a la batalla. I és una de les seves maniobres cap al pont sobre l'Ouette que fou en part a l'origen del pànic.
Poc després de la batalla, Léchelle repassa el que queda de les seves tropes. Després d'haver acusat els seus soldats de covardia, les seves tropes el van escridassar amb crits de "À baix Léchelle. Llarga vida a Kléber". Els soldats també reclamen el retorn dels generals Canclaux i Aubert du Bayet.
Després d'aquest incident, els representants en missió són obvis que Léchelle ja no pot dirigir l'exèrcit. Malgrat les protestes de Jean-Baptiste Carrier i els Sans-culottes, va ser destituït, arrestat per ordre del representant Antoine Merlin de Thionville i enviat a Nantes on va morir l'11 de novembre en condicions polèmiques.
L'abat Angot assenyala que el relat del combat publicat per Arthur Duchesne, segons les notes del soldat Bellanger, conté exageracions fortes. L'afer del 27, la persecució d'Entrammes a Château-Gontier, és per a ell més exacte i coherent amb altres fonts, especialment l'acusació de l'ala esquerra de Léchelle i el paper de l'artilleria (La guerre des Chouans, p. 67-70).